# Andy Milonakis
Andy Milonakis (Andrew M. Milonakis), född 30 januari 1976 i Katonah i New York i USA, är en komiker som först blev känd genom ett antal skämtvideor på internet, bland andra några där han framför improviserade raps. Han fick senare anställning på The Andy Milonakis Show, där han spelar en tonårspojke. Han kan göra detta på grund av en tillväxtsjukdom som bevarat hans röst och kroppsbyggnad som en tonårspojkes. Tillväxthormonet som han saknar är mycket betydelsefullt för längdtillväxten hos barn och har påverkat hans utseende.

## Karriären
26 januari 2003, dagen då Super Bowl gick av stapeln, bestämde sig Milonakis för att spela in en låt med titeln "The Super Bowl is gay" istället för att gå på en kompis Super Bowl-fest. Han lade upp videon på hemsidan AngryNakedPat.com och videon blev viral inom två veckor. En anställd på Jimmy Kimmel Live! såg videon och bokade in Milonakis till showen.
Andy Milonakis började rappa på YouTube, hans första låt hette "The Andy Milonakis Rap". Han var medlem i Three Loco som även bestod av rapparna Dirt Nasty och Riff Raff, 26 september 2014 meddelade Milonakis att de gått skilda vägar. Idag (läs 2017) streamar han ofta på Twitch.

## Privatlivet
Under en intervju 2005 berättade Milonakis att han använde humor för att hantera mobbning: "Humor är en bra försvarsmekanism. Om du är seriös, tjock och ung till utseendet kommer du inte att vara den mest populära killen i skolan."
Andy Milonakis har tillväxthormonbrist vilket har gett honom hans ungdomliga utseende, trots att han är en vuxen man.